# 天主教摩加迪沙教区
天主教摩加迪沙教區（拉丁語：Dioecesis Mogadiscensis）是羅馬天主教會在非洲索馬里、直屬教廷的一個教區。
教區範圍包括索馬里全國，教座位於首都摩加迪沙。2008年有教友100人（佔轄區人口0.0%），只有一名司鐸、四名修女、一個堂區。教區主教之位自伯多祿·科倫布在1989年被殺後一直懸空，現任宗座署理為喬治·貝爾坦。

## 歷史
1904年1月21日設巴納迪爾宗座監牧區，1927年12月15日升格為代牧區。1975年11月20日升為教區。